# Lopač
Lopač je potok, který pramení na katastrálním území Kotvrdovice nedaleko Kojálu. Teče údolím Lopače přes zaniklou Bejčkovu hráz, pod níž se nacházejí terénní pozůstatky neznámé zaniklé středověké osady u Lipovce. Tok pokračuje k ostrovské přehradě a na východním okraji Ostrova u Macochy odvodňuje Císařskou jeskyni. Jeho vody pokračují přes ostrovský rybník a na jižním okraji obce se propadají do podzemí, odkud směřují do Punkvy.
Do Lopače přitéká několik bezejmenných potůčků.
Podle potoka Lopač se nazývá i jeskyně, přes kterou vody potoka protékají v podzemí.